# Steve Gatting
Stephen Paul Gatting (Londra, 29 maggio 1959) è un allenatore di calcio ed ex calciatore inglese.

## Palmarès

### Giocatore

#### Competizioni nazionali
- Coppa d'Inghilterra: 1

Arsenal: 1978-1979